# 1310-talet

## Händelser
- 1317 - Nyköpings gästabud utspelas.
- 1319 - Det så kallade Frihetsbrevet, som har kallats "Sveriges Magna Charta", upprättas.

## Födda
- 1310 – Urban V, påve.
- 1314 – Valdemar III, kung av Danmark.
- April eller maj 1316 – Magnus Eriksson, kung av Sverige och Norge.
- 1318 – Urban VI, påve.

## Avlidna
- 1311 – Botulf, den enda kända person i Sverige som avrättats för kätteri.
- 20 april 1314 – Clemens V, påve.
- 16 februari 1318 – Valdemar Magnusson, prins av Sverige.
- 5 april eller 15 augusti 1319 – Ingeborg Magnusdotter av Sverige, drottning av Danmark.
- 8 maj 1319 – Håkon Magnusson, kung av Norge.
- 13 november 1319 – Erik Menved, kung av Danmark.